# Oportunidades
Oportunidades (agora denominado Prospera) é um programa de assistência social do governo do México criado em 2002, com base em um programa anterior chamado Progresa, criado em 1997. Ele foi projetado para atingir a pobreza, oferecendo pagamentos em dinheiro às famílias em troca de frequência escolar regular, visitas a clínicas de saúde e apoio nutricional. O Oportunidades é creditado com a diminuição da pobreza e a melhoria da saúde e da escolaridade nas regiões onde foi implantado. Os principais recursos do Oportunidades incluem:
- Transferência condicional de renda — para incentivar a corresponsabilidade, o recebimento da ajuda depende da conformidade da família com os requisitos do programa, como garantir que as crianças frequentem a escola e os membros da família recebam cuidados de saúde preventivos.[4]
- "Titulares de direitos" — os beneficiários do programa são as mães, os responsáveis diretamente pelas decisões de saúde da criança e da família.[5]
- Os pagamentos em dinheiro são feitos diretamente pelo governo às famílias para diminuir as despesas gerais e a corrupção.[1]
- Um sistema de avaliação e controles estatísticos para garantir a eficácia.[2]
- Seleção rigorosa de destinatários com base em fatores geográficos e socioeconômicos.
- Os requisitos do programa visam medidas consideradas com maior probabilidade de tirar as famílias da pobreza, com foco em saúde, nutrição e educação das crianças.[1]

O Oportunidades defendeu o modelo de transferência condicionada de renda para programas instituídos em outros países, como um programa piloto em Nova Iorque, o Opportunity NYC e a Rede de Proteção Social na Nicarágua. Outros países que instituíram programas semelhantes de transferência condicional de renda incluem Brasil, Peru, Honduras, Jamaica, Chile, Malawi e Zâmbia.

## Administração
O Progresa-Oportunidades foi projetado para ser um programa de gerência central que se baseia em uma integração horizontal de programas e serviços entre as agências e ministérios do ramo executivo. Isso exigiu a criação de um órgão com poder suficiente para coordenar os participantes do programa e monitorar o orçamento. Em vez de reestruturar uma agência antiga, decidiu-se formar uma nova agência com todos os poderes apropriados e o apoio do presidente.
Embora isso proporcionasse uma inicialização mais fácil e rápida, também significava que muitas das estruturas de agências relacionadas, nas quais o Progresa-Oportunidades precisaria confiar para sua sustentabilidade, eram incompatíveis com o novo programa. Os funcionários de estruturas relacionadas, como o Ministério da Saúde e Educação, não receberam os incentivos adequados para canalizar seu trabalho em direção ao Progresa-Oportunidades. Muitos eram indivíduos que haviam trabalhado em programas anteriores de pobreza e que agora viam seus recursos mudando para uma nova direção. E as autoridades muitas vezes tinham mais a ganhar politicamente ao abandonar esse programa e iniciar um novo.
Como um programa administrado centralmente, o Oportunidades permite baixos custos operacionais e um maior nível de eficiência na transmissão de benefícios diretamente aos participantes do programa. O programa às vezes é criticado por essa abordagem completamente "de cima para baixo". No entanto, a falta de participação da comunidade na identificação de beneficiários e na alocação de financiamento ajuda a limitar as oportunidades de corrupção no nível local, o que tradicionalmente tem sido um problema com esses programas financiados pelo governo.

## Estratégias de informação
Para disseminar efetivamente as informações sobre o programa, o Progresa-Oportunidades seguiu uma estratégia tripla. Primeiro, uma grande quantidade de informações foi disponibilizada geralmente pela Internet. Em segundo lugar, foram fornecidas informações ao Congresso e a outros funcionários do governo em todos os níveis, na forma de propostas detalhadas de orçamento, avaliações de programas e outros documentos relevantes. Finalmente, as campanhas de relações públicas foram inicialmente mínimas para evitar expectativas elevadas. No entanto, desde 2006, o perfil público do programa foi elevado, principalmente por meio de extensos anúncios de rádio e televisão.

## Transparência e responsabilidade
Tradicionalmente, a maioria dos programas antipobreza no México conta com o apoio presidencial para estabelecer seu financiamento e perfil público. Embora o Oportunidades originalmente não tenha sido diferente na dependência de Zedillo para suportar seus custos iniciais, muito esforço foi feito para estabelecer uma imagem do Progresa-Oportunidades como independente do presidente e da política nacional do partido, a fim de aumentar as chances de sobreviver às transferências de poder no poder executivo. Várias disposições do congresso ajudaram a garantir essa identidade.
Entre estas estão várias disposições que impedem que o programa seja usado para proselitismo político. Em 2000 e 2003, os funcionários do programa foram proibidos de inscrever novos beneficiários dentro de seis meses das eleições nacionais para impedir a compra de votos. Além disso, foram aprovadas disposições orçamentárias que tentam se comunicar diretamente com os beneficiários para educá-los sobre direitos e responsabilidades em relação ao programa.

## Sob transições políticas
A transição entre as administrações de Zedillo e Fox foi um teste crucial da sustentabilidade a longo prazo do Progresa-Oportunidades. A administração do Presidente Fox alcançou reconhecimento público antecipado por seu compromisso com estratégias antipobreza, bem como por sua disposição de continuar com iniciativas anteriores que provaram ser bem-sucedidas. A Fox finalmente decidiu continuar com o programa porque sua imagem independente significava que ele não havia se identificado com o antigo partido no poder (PRI) ou com o ex-presidente Zedillo aos olhos do público. Além disso, a Fox recebeu confirmação dos benefícios do programa, tanto pelas próprias avaliações de impacto do programa quanto por instituições financeiras internacionais, que valorizaram o Oportunidades e esperavam vê-lo continuar.